# OTO Melara 76/62
OTO Melara 76/62 (також італ. Otobreda 76/62) — 76-мм автоматична корабельна артилерійська система, розроблена італійською фірмою OTO Melara в 1960-х роках. Була прийнята на озброєння багатьох зарубіжних флотів, включаючи ВМС США, де їм присвоєно назву Mk 75.
Установка призначена для враження швидкохідних надводних кораблів малого водовиміщення та катерів, нанесення вогневих ударів по берегових спорудах і боротьби з повітряними цілями на середніх та малих висотах.

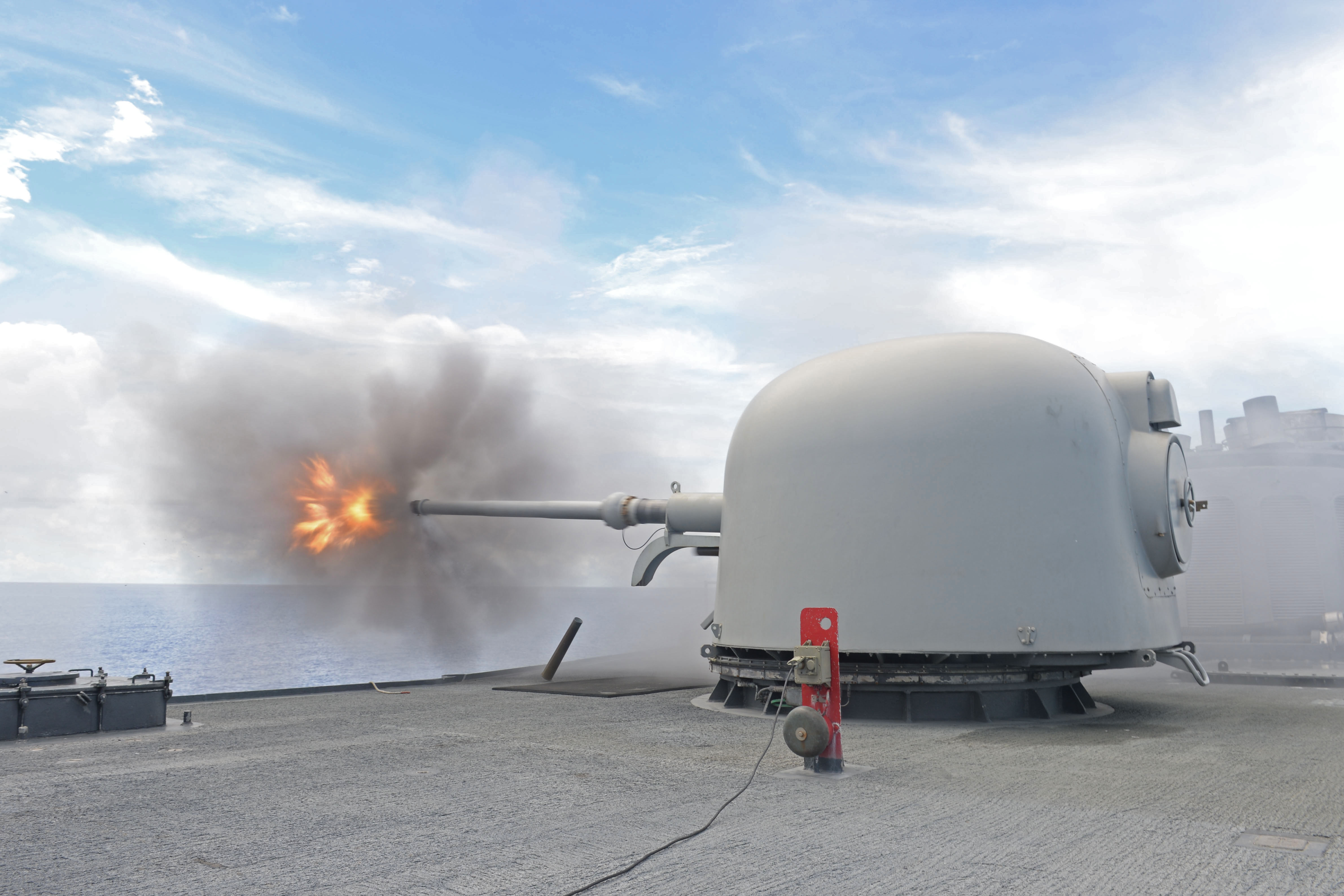

## Історія
Установка випускається в модульному виконанні і включає в себе модуль артустановки, головного розподільного щита та пульту дистаційного керування. Станок і люлька артустановки вироблені з алюмінієвого сплаву. В механізмі горизонтальної та вертикальної наводки використовуються електродвигуни. Під час стрільби ствол автоматично охолоджується забортною водою. Магазин розміщений під палубою і вміщає 80 унітарних снарядів. Перезарядження реалізується вручну, двома-трьома заряджаючими. Жорсткість станка та прецизійні слідкуючі механізми забезпечують високу точність, навіть при максимальному темпі стрільби. Також було зменшено похибку наведення до величини менше 0,5 мілірадіан.
Також було створено два нові снаряди: осколково-фугасний та напівбронебійний, що отримали назву MOM и SAPOM.
Снаряд MOM масою 6,35 кг з розривним зарядом (0,345 кг), споряджений готовими поражаючими вольфрамовими елементами кубічної форми(загальна маса 1.6 кг) та неконтактним підривачем. Цей снаряд призначений в основному для вражання повітряних цілей, але він також може застосовуватися і для стрільби по морських цілях, в такому випадку при заряджені снаряда підривач стає контактним уповільненої дії. Снаряд SAPOM масою 6,3 кг з розривним зарядом (0,465 кг) і донним підривачем уповільненої дії розрахований на враження надводних цілей.
На виставці Mostra Navale в Італії в 1989 р. було продемонстровано керований 76-мм снаряд, також розроблений для артустановки Super Rapid фірмами ОТО Melara і British Aerospace.
Була створена модифікація установки яка отримала назву Oto Melara 76/62 Super Rapid і призначена для виведення зі строю протикорабельних ракет та швидкісних літаків супротивника осколковими снарядами. Темп стрільби в ній було збільшено до 120 пострілів на хвилину.

## Модифікації

### Compact
Оригінальна версія має скорострільність 85 пострілів на хвилину.

### Super Rapid
Варіант Super Rapid або «Super Rapido» з вищою скорострільністю 120 пострілів на хвилину був розроблений на початку 1980-х років і залишався актуальним до 2020 року. Вища скорострільність Super Rapid була досягнута завдяки розробці швидшої системи подачі.[джерело?]

### Strales Systems
Італійський флот віддав перевагу вдосконаленому Super Rapido із системою Strales і боєприпасами DART перед Fast Forty 40 mm CIWS у ролі протиракетної оборони, оскільки він здатний протистояти кільком дозвуковим ракетам на відстані до 8000 метрів[джерело?] Це гармата середнього калібру з відносно великою дальністю, а також може використовуватися проти надводних цілей.

### Sovraponte
76/62 Sovraponte («надпалубний») — нова компактна легка установка для гармати 76/62. Система приблизно на 30-40 % легша, ніж стандартний Super Rapid, і для її встановлення не потрібно проникати через палубу внизу; кріплення вміщує 76 готових до стрільби патронів і доступне для продажу як з системою Strales, так і без неї. Кріплення Sovraponte було вперше встановлено на патрульному кораблі типу Thaon di Revel ВМС Італії, розташованому над дахом гелікоптерного ангара.

## Номенклатура боєприпасів
Для виконання різних завдань, OTO пропонує на вибір спеціалізовані боєприпаси:
- Стандартний HE: вага 6,296 кг, дальність 16 км, ефективна 8 км (4 км проти повітряних цілей на 85°)
- MOM: розроблено OTO (багатоцільовий боєприпас OTO)
- PFF: протиракетний снаряд із безконтактним детонатором і вольфрамовими кульками, вбудованими в оболонку, для чіткого осколкового ефекту
- SAPOM: 6,35 кг (0,46 кг HE), дальність 16 км (SAPOMER: 20 км) напівбронебійний
- DART: керований снаряд для зенітних і протиракетних маневрених цілей[2]
- VULCANO: 5 кг, керований снаряд з максимальною дальністю близько 40 км (це менша версія 127-мм Vulcano)

### Система управління вогнем
Були зміни і в системах управління вогнем гармати. У ранніх версіях (Compatto) використовувалися такі радари, як RTN-10X Orion (виготовлений Selenia, тепер Selex);
З початку 1980-х гармата була оснащена більш потужною та гнучкою системою RTN-30X (використовувалася з системою Dardo-E CIWS і відома у ВМС Італії як SPG-73), яка була здатна керувати обома гарматами (40 , 76 і 127 мм калібрів) і ракет (Sea Sparrow-Aspide). Ця система надійшла на озброєння ВМС Італії на крейсері Garibaldi (C551: RTN-30X надійшов на озброєння спочатку на фрегатах типу Maestrale; 40-мм вежа Dardo була підпорядкована меншим і старішим радарам RTN-20X), але все ж зі здвоєними 40-мм вежами Дардо. Першим кораблем, оснащеним Dardo E і 76-мм Super Rapido, були модернізовані есмінці класу Audace, за якими пізніше пішов есмінець Durand de la Penne. 76/62 також використовувався з багатьма іншими системами управління вогнем, коли вони не перебували на службі в Італії.

### DART
З 1980-х років були зроблені зусилля для розробки керованих 76-мм боєприпасів, але це було досягнуто лише нещодавно. Першим таким боєприпасом був CCS (Course Corrected Shell), також відомий як «CORRETTO»; спільна програма OTO та British Aerospace. Роботи почалися в 1985 році. Снаряд мав кілька невеликих ракет для відхилення від траєкторії. З корабля FCS надходили радіокоманди. FCS не знала точної позиції снаряда, знала лише позицію цілі. Ця система була надто складною та ненадійною, тому OTO вивчав іншу розробку, щоб отримати справжні «керовані боєприпаси».
Результатом цієї розробки є система, яка отримала назву DAVIDE лише для італійського ринку та STRALES для експортних цілей, тоді як керовані боєприпаси, що ведуться, називаються DART (Driven Ammunition Reduced Time of Flight).
Снаряд DART у багатьох аспектах подібний до інших високошвидкісних систем, наприклад, багатоцільової боєголовки ракети Starstreak SAM, але є керованим гарматним снарядом із радіокеруванням і безконтактним підривником для ураження на низькому рівні (до 2 метрів над море). DART стріляє зі швидкістю 1200 м/с (3900 футів/с), досягає відстані 5 км лише за 5 секунд і може виконувати маневр до 40G.Снаряд DART складається з двох частин: передня може вільно обертатися і має два невеликих крила-утки для управління польотом. Кормова частина має 2,5-кілограмову бойову частину (з вольфрамовими кубиками та новим детонатором 3А міліметричної хвилі), шість нерухомих крил і радіоприймачі.
Системою наведення є командна лінія видимості (CLOS). Він використовує антену TX, встановлену на пістолеті. Радіо-команда для них надається по широкомовній лінії передачі даних (діапазон Ka).
Перша партія 76-мм керованих боєприпасів DART виробництва OTO Melara пройшла успішні випробування наприкінці березня 2014 року. Стрільби проводилися на борту одного з кораблів ВМС Італії, оснащеного 76-мм SR Strales і системою управління вогнем Selex NA25. Перші випробування боєприпасів DART, придбаних Колумбією в 2012 році, були успішно проведені в Карибському морі 29 серпня з системи внутрішнього захисту 76/62 Strales, встановленої на модернізованих фрегатах класу FS 1500 Padilla.

### VULCANO
Найновішою розробкою є система боєприпасів VULCANO 76. По суті, це зменшена версія сімейства снарядів підвищеної дальності 127—155 мм Vulcano, розроблена OTO Melara; керуючись інерціальною навігаційною системою та системою глобального позиціонування, він здатний вражати цілі, які вдвічі перевищують дистанцію, ніж звичайні 76-мм боєприпаси. Наведення GPS-IMU та ІЧ-датчик або датчик терміналу SALT. Очікується, що боєприпаси Vulcano 76 GLR завершать розробку, випробування та процес кваліфікації до кінця 2022 року з поставкою виробничих патронів замовникам у 2023—2024 роках.

## Інші ТТХ[1]
- Довжина ствола, калібрів 62
- Максимальний кут підняття, град. 85
- Швидкість наведення у вертикальній площині, град./с 40
- Швидкість наведення у горизонтальній площині, град./с 70
- Швидкострільність, постр./хв 10-85
- Безперервна черга/час охолодження, с 80/20
- Досягання на висоті, м 11 800
- Маса снаряду, кг 6,3
- Початкова швидкість снаряду, м/с 925
- Кількість готових до стрільби пострілів 80